# Тихон (Чижевський)
Тихон (Чижевський) (в миру Степан Васильович Чижевський, 31 серпня 1947, с. Малятинці, Кіцманський район, Чернівецька область, Українська РСР, СРСР — 14 липня 2018) — український церковний діяч, єпископ Івано-Франківський і Коломийський.

## Життєпис
З 1954 по 1962 навчався у Малятинській восьмирічній школі.
З 1962 по 1965 навчався у Ставчанській середній школі Кіцманського району Чернівецької області.
З 1965 по 1966 навчався у Чернівецькому музичному училищі.
З 1966 по 1969 проходив військову службу.
З 1969 по 1971 навчався у Чернівецькому технічному училищі № 1. З липня 1971 працював токарем на Чернівецькому експериментальному заводі.
17 червня 1973 Преосвященнійшим єпископом Смоленським і Вяземським Феодосієм рукоположений в сан диякона. З 15 серпня 1973 по 19 травня 1977 був штатним дияконом Свято-Успенського кафедрального собору міста Смоленська.
З 30 травня 1977 по 24 липня 1987 — клірик Свято-Миколаївського Кафедрального Собору міста Чернівці. У 1987 році закінчив навчання у Московській духовній семінарії (заочне відділення).
7 квітня 1979 возведений в сан протодиякона.
29 березня 1987 нагороджений камилавкою.
З 24 березня 1987 рішенням Священного Синоду Руської Православної Церкви відряджений у клір Свято-Миколаївського собору міста Нью-Йорк (США).
У березні 1990 в Свято-Тихонівському монастирі (ПЦА) Преосвященнішим єпископом Серпуховським Климентом пострижений у чернецтво з іменем Тихон.
7 липня 1991 в Свято-Миколаївському соборі міста Нью-Йорк Високопреосвященнішим архієпископом Клінським Макарієм рукоположений у сан ієромонаха.
11 липня 1991 призначений настоятелем Свято-Миколаївського собору міста Сан-Франциско (США).
В жовтні 1991 возведений у сан ігумена.
20 грудня 1992 повернувся в клір Чернівецько-Буковинської єпархії Української православної церкви (Московського патрірхату).
1 січня 1993 Преосвященнішим єпископом Чернівецьким Онуфрієм призначений штатним кліриком Свято-Духівського кафедрального собору міста Чернівці. 13 квітня 1993 нагороджений хрестом з прикрасами, а 30 квітня 1994 року возведений в сан архімандрита.
27 липня 2001 року перейшов у клір Української православної церкви в Канаді (Константинопільский патріархат), де перебував до 30 червня 2010 року.
1 вересня 2010 року Високопреосвященнішим митрополитом Чернівецьким і Буковинським Онуфрієм був прийнятий у клір Чернівецько-Буковинської єпархії Української православної церкви.
29 березня 2011 призначений духівником Чернівецького міського благочиння Чернівецько-Буковинської єпархії Української православної церкви.
27 грудня 2014 року в храмі Всіх святих на території митрополичої резиденції у Феофанії Блаженніший Митрополит Київський і всієї України Онуфрій звершив чин наречення архімандрита Тихона (Чижевського), клірика Чернівецько-Буковинської єпархії, у єпископа міста Івано-Франківськ.
28 грудня 2014 року, Предстоятель Української православної церкви, Блаженніший Митрополит Київський і всієї України Онуфрій звершив Божественну літургію у храмі святих преподобних Антонія і Феодосія Печерських Свято-Успенської Києво-Печерської лаври, під час якої очолив хіротонію архімандрита Тихона (Чижевського) у єпископа Івано-Франківського і Коломийського.